# Geoff Bruce

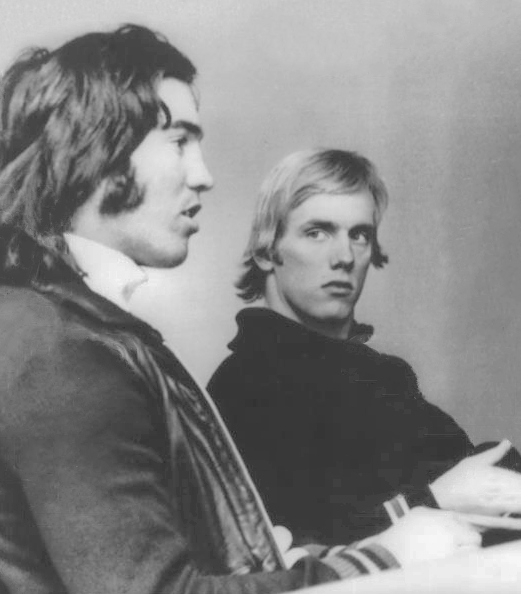
Geoff Bruce (rechts)

Geoffrey Seabury „Geoff“ Bruce (* 26. Januar 1953 in Corning, New York) ist ein ehemaliger US-amerikanischer alpiner Skirennläufer.
Bruce gehörte nach dem Besuch der Holderness School von 1974 an der US-Nationalmannschaft der Skirennläufer an. Seinen ersten Einsatz im Weltcup hatte er im Dezember 1974 im italienischen Madonna di Campiglio, wo er den vierten Platz belegte. Beim Weltcup in Kitzbühel im Januar 1975 erreichte er ebenfalls im Slalom den fünften Rang. Dies waren seine einzigen Top-Ten-Ergebnisse in Weltcuprennen. Die Saison 1974/75 beendete er auf Rang 28. Im Slalom-Weltcup der Saison 1975/76 belegte Bruce den achten Platz.
Bruce nahm ebenfalls 1974 an den Skiweltmeisterschaften in St. Moritz teil. Des Weiteren startete er bei den Olympischen Winterspielen 1976 in Innsbruck. Im Slalom schied er allerdings im ersten Lauf aus.